# نمط الإدارة الأنثوي

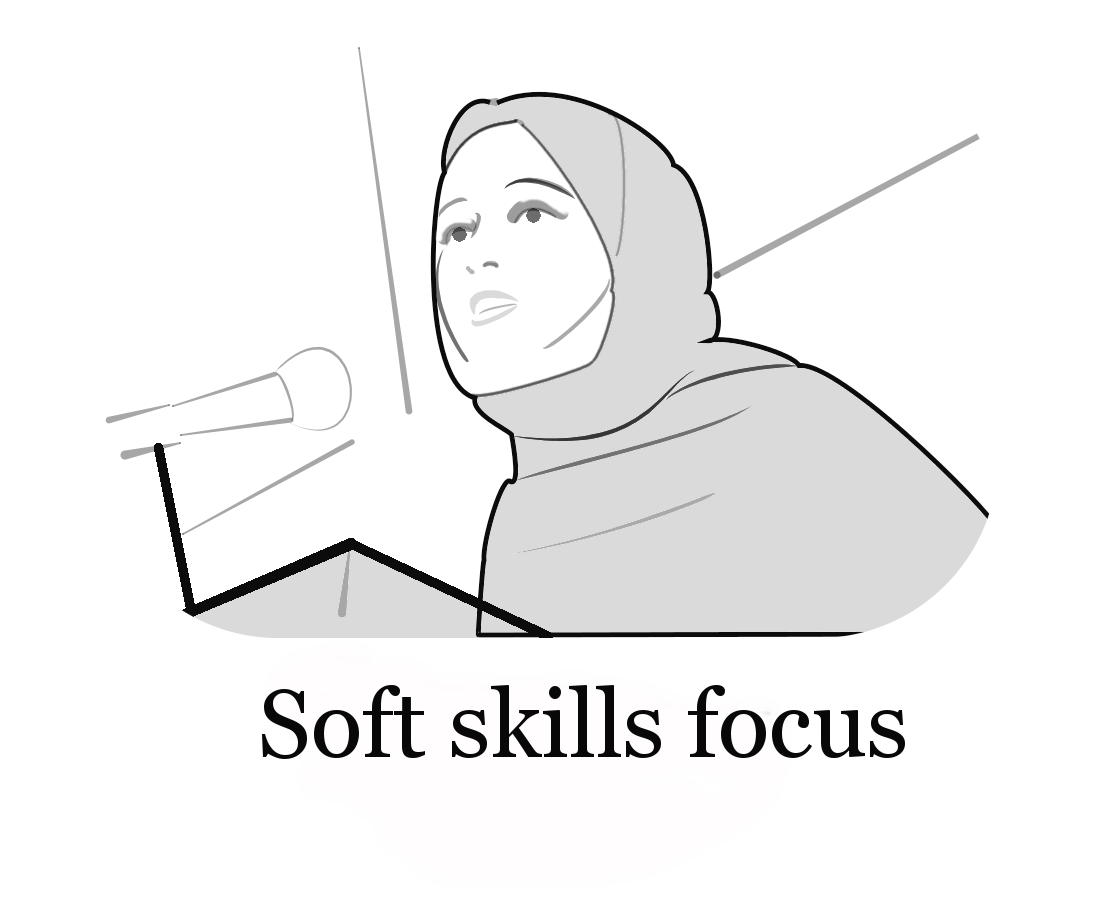
تميز نمط الإدارة الأنثوي أو النسائي بصفات ومهارات ناعمة

يتميز نمط الإدارة الأنثوي أو النسائي (بالإنجليزية: Feminine style of management)‏ بصفات ومهارات ناعمة توجد بشكل أكبر لدى الإناث، مثل العطف، والتواصل الفعال، والبيئة العملية الديمقراطية والعمل كفريق. ويُعد هذا النمط اتجاهًا ناشئًا في مجال الأعمال ويتميز بأسلوب القيادة التحولية. وعلى الرغم من أن نمط الإدارة الأنثوي يتميز بالصفات التي تسمى عادة باسم الأنوثة، إلا أنه ليس نمط إدارة يستخدم فقط من الإناث، وإنما هو أسلوب يتضمن إيجابيات محددة لأنواع معينة من الشركات والمنظمات.

## التطور التاريخي

### أوائل القرن العشرين
بدأ الأمر بمصانع النسيج وصناعة الأحذية في أمريكا بعد الثورة، حيث شهد القرن الماضي تفجرًا حقيقيًا لوجود النساء في سوق العمل بشكل عام، سواء العمل في المنزل أو في المصانع. وفي الحرب العالمية الأولى، دخل العديد من النساء إلى سوق العمل بسبب تغيب الرجال عن العمل ووجودهم في ساحات الحرب. وعندما عاد الرجال من الحرب وتراجع الاقتصاد ووصل إلى مرحلة الكساد الكبير، تأثرت النساء بالتشرد والبطالة. وخلال الحرب العالمية الثانية، شهد قطاع الأعمال نموًا مماثلًا في دخول المرأة، في الأعمال التي كانت في الماضي حكراً على الرجال. ونتيجة لتحسن الاقتصاد وتغير المعايير الاجتماعية، زادت دور النساء في الأعمال بشكل مستمر بعد الحرب العالمية الثانية.

### السبعينيات والثمانينيات
في سبعينيات القرن الماضي، نفت المؤلفات النسويات أو قللن من الاختلافات بين الرجال والنساء لإثبات أن لدى النساء مواهب مماثلة للرجال، ويجب أن تكون لديهن فرص عمل متساوية. ففي حالة شولتز ضد شركة ويتون غلاس، حكمت محكمة استئناف أمريكية بأن يجب أن تكون الوظائف التي يشغلها الرجال "متساوية بشكل كبير" وليس "مطابقة تمامًا" لتدخل تحت حماية قانون المساواة في الأجر، وأنه من غير القانوني أن يقوم أرباب العمل بتغيير أسماء وظائف العاملات النساء حتى يُدفع لهن أجوراً أقل من الرجال. ومع بداية الثمانينيات، رُكز أكثر على الاختلافات بين الجنسين بوصفها وسيلة للتقدم، نظرًا للاختلافات في نمط الإدارة الذي نشأ من قيم وطرق سلوكية وعاطفية وتفكيرية أنثوية.

### 1990 حتى الوقت الحاضر
في عام 1991، كانت المرأة تمثل 45٪ في جميع المناصب الإدارية. وحالياً، وعلى الرغم من استخدام نمط الإدارة النسائي في المنظمات حول العالم، إلا أن هناك عوائق تواجه قبول هذا النمط الإداري، وتشمل هذه العوائق الصورة النمطية المتعلقة بالنساء، وتوافر التوجيه والشبكات الاجتماعية، والتمييز في مكان العمل، والقضايا المتعلقة بالأسرة، وتوافر التمويل. ومع ذلك، فإن ارتفاع عدد القائدات النساء هو نتيجة لتغير النظريات والممارسات الخاصة بالقيادة.

## المؤسسات ذات النوع الجنساني
هناك عدة أسباب تجعل نظرية المنهجية حول الجندر والمؤسسات ضرورية:
1. الفصل بين الجنسين في العمل، بما في ذلك التقسيم بين العمل المأجور والعمل غير المأجور، ينشأ جزئياً من خلال الممارسات التنظيمية.
2. فيما يتعلق بالفصل بين الجنسين، فإن عدم المساواة في الدخل والوضع بين النساء والرجال تنشأ جزئيًا في العمليات التنظيمية؛ وفهم هذه العمليات ضروري لفهم عدم المساواة بين الجنسين.
3. المنظمات هي أحد المجالات التي يبتكر ويعاد فيها إنتاج الصور الثقافية للجندر التي تنشر على نطاق واسع، ومعرفة الإنتاج الثقافي مهم لفهم بناء النوع الاجتماعي.
4. بعض جوانب الهوية الجنسية الفردية، وربما الذكورة على وجه الخصوص، هي أيضًا نتاج عمليات وضغوط تنظيمية.
5. مشروع نسوي مهم في جعل المنظمات واسعة النطاق وأكثر ديمقراطية وأكثر دعمًا للأهداف الإنسانية.

### تجنيس عمليات التفاعل
بالإضافة إلى الأسباب المذكورة في الأعلى، تقترح إحدى الدراسات أنه من الضروري دراسة الأنماط الإدارية النسائية ضمن نظريات المؤسسات ذات النوع الجنساني لأن التجنيس يحدث في خمسة عمليات تفاعلية مختلفة على الأقل، وهذه العمليات هي:
- أولاً، بناء التقسيمات على أساس تقسيم العمل بين الجنسين، والسلوكيات المسموح بها، والمواقع في الفضاء المادي، والسلطة، بما في ذلك الوسائل المؤسسية للحفاظ على الانقسامات في هياكل أسواق العمل، والأسرة، والدولة.
- ثانيًا، بناء الرموز والصور التي تشرح هذه التقسيمات أو تعبر عنها أو تعززها أو تعارضها أحيانًا.
- ثالثًا، التفاعلات بين النساء والرجال، والنساء والنساء، والرجال والرجال، بما في ذلك كل تلك الأنماط التي تفرض الهيمنة والخضوع.
- رابعًا، تساعد العمليات على إنتاج مكونات جنسانية للهوية الفردية، والتي قد تشمل الوعي بوجود الجوانب الثلاثة الأخرى للجنس مثل المنظمات واختيار العمل المناسب، واستخدام اللغة والملابس وعرض الذات على أنها جنسانية عضو في منظمة.
- أخيرًا، إن النوع الإجتماعي المرتبط في العمليات الأساسية المستمرة لخلق وتصور الهياكل الاجتماعية.

## السمات

### أنواع الإدارة
ضمن الأساليب الإدارية الرئيسية الثلاثة، تمت دراسة الاختلافات بين الأساليب الذكورية والأساليب النسائية. الأسلوب الأول هو أسلوب إدارة المهام، أي مدى قدرة القائد على تنظيم وتحديد أنشطة العمل والعمليات المختلفة. الأسلوب الثاني هو أسلوب العلاقات الشخصية، وهو الأسلوب الذي يبني فيه القائد الروح المعنوية والعلاقات والرضا والالتزام في المؤسسة. أما الأسلوب الثالث، فيشجع القائد فيه النهج الديمقراطي في اتخاذ القرارات ويشمل تشجيع المشاركة الفعالة للموظفين في عملية صنع القرارات.

### خصائص النمط الأنثوي
تشير بعض الدراسات إلى وجود اختلافات بين أساليب إنجاز المهام والأساليب الشخصية لدى الرجال والنساء. فعادة ما يميل الرجال إلى التركيز على إنجاز المهام، بينما يميل النساء إلى التركيز على بناء العلاقات الشخصية. ومع ذلك، فإن هذه الاختلافات تلاحظ فقط في الأشخاص الذين شملتهم التجارب، أي الأشخاص الذين طُلب منهم التخمين عن كيفية سلوكهم إذا كانوا قادة.
كانت الإدارة تقليديًا مسيطرة على الرجال وبنيت بمصطلحات ذكورية. وتتضمن الأفكار الحالية المتعلقة بالأنوثة في الإدارة تحويل أماكن العمل إلى مؤسسات تركز على العلاقات الإنسانية وتتميز بالمرونة والإنسانية.
تختفي الاختلافات في الدراسات التي تقارن بين المديرين والمديرات الفعليين: فمعظم الدراسات تستنتج أن النساء لا يتصرفن بشكل مختلف عن الرجال في نفس المنصب القيادي أو مناصب قيادية مماثلة. وعلاوة على ذلك، لا تظهر المديرات النساء ذوات الخبرة أي اختلافات في القدرات القيادية عن المديرين الذكور ذوي الخبرة. وفي الواقع، فإن هؤلاء النساء يشبهن بشكل أفضل نظرائهن الذكور في الدافع والمهارات والطبيعة الشخصية والتنافسية، أكثر من المرأة العادية ضمن عينة التجربة. صرحت آن كامينغز بقولها: "تتغير فكرة ما يجعل القائد فعالًا، وستجد أن هناك مكونات "ذكورية" و "أنثوية" في التعريف التقليدي للقيادة الفعالة". ومن أجل أن يكون للمرأة تأثير داخل المنظمة كمسؤول تنفيذي، يجب أن تكون على دراية بأساليبها القيادية ونقاط قوتها.

## الأمثلة

### أمثلة من الأبحاث
في عام 1990، أجرت أليس إيجلي وويليام جونسون بإجراء دراسة حول الجندر والقيادة، وجدوا نتائج أكدوها فيما بعد باستخدام بيانات تحليل نوعي للأبحاث الأخرى التي تدعم هذه النتائج. على وجه التحديد، في عامي 1992 و1995، أجرى الباحثان إيجلي وجونسون أيضًا تحليلًا نوعي للأبحاث لأنماط الإدارة المختلفة، وأظهرت النتائج أن الاختلاف الرئيس في أنماط الإدارة لدى الرجال والنساء هو أن النساء أكثر ديمقراطية، بينما وجد الرجال عمومًا أكثر استبدادًا. ومع ذلك، تظهر الدراسات القليل من الأدلة التي تشير إلى اختلاف الذكور والإناث في فعاليتهم القيادية. ويعني ذلك أن النساء يميلن إلى التركيز على تشجيع المشاركة وإشراك قوى العمل في صنع القرارات الإدارية، في حين يميل الرجال إلى التركيز على تحفيز الأداء والعمل نحو الإنتاج الملموس.
في عام 2003، قام فريق من الباحثين، بينهم إيجلي ويوهانيسن-شميدت وفان إنغين، بإجراء تحليل نوعي للأبحاث على مديرين من الجنسين، باستخدام مقاييس أساليب القيادة الاستبدادية والتحويلية والتي تتركز على مبدأ عدم التدخل؛ وأظهرت نتائجهم أن النساء أكثر احتمالًا بقليل من الرجال في ممارسة أسلوب القيادة التحولية. وقد أكدت نتائج هذه الدراسة تلك التي سبقتها في الدعم الإحصائي لهذا النتيجة.
هذا النمط من الإدارة يُستخدم عادة من قبل المدربين والمعلمين وغيرهم من الأفراد المركزين على تطوير المرؤوسين، وتشجع القيادة التحولية المشاركة وحل المشكلات بشكل إبداعي. وتقترح إيجلي أن النمط التحويلي للإدارة يكون أكثر فائدة للنساء في التطبيق. أما الرجال، فقد أظهروا أنهم أكثر احتمالاً لانتقاد موظفيهم وأقل تفاعلاً، بالمقارنة مع النساء اللاتي يستخدمن نهجاً أكثر تفاعلاً وتدخلاً.
على العكس من ذلك، تشير الأبحاث التي أجريت في العقود الأخيرة إلى أن هذه النتائج هي مجرد متوسطات، وأن الرجال والنساء لا يظهرون فروقا كبيرة في هذه الأساليب الإدارية، بل تظهر فروقات بسيطة فقط. فقد أظهر بعض الرجال استخدام أساليب أكثر أنوثة، بينما أظهر بعض النساء استخدام أساليب أكثر رجولية. وتشير إيجلي إلى أن "الفروق الجنسانية صغيرة لأن دور القائد نفسه يحمل الكثير من الثقل في تحديد سلوك الأشخاص".

في عام 2005، أجرت شركة كاليبر للاستشارات الإدارية، ومقرَّها في برينستون بولاية نيوجيرسي، ومنظمة أورورا، ومقرَّها في لندن والتي تعمل على تعزيز دور المرأة، دراسة استمرت عامًا وتوصلت إلى عدد من الخصائص التي تميز قيادة النساء عن الرجال فيما يتعلق بصفات القيادة:
تشتهر القائدات النساء بحزمهن وقدرتهن على إقناع الآخرين، كما تتميز بحاجتهن الشديدة لإنجاز المهام واستعدادهن الأكبر لتحمل المخاطر مقارنة بالقادة الذكور. وقد اكتشف أن القائدات النساء يتمتعن بمرونة وتعاطف أكبر، كما أنهن يتمتعن بمهارات شخصية أقوى من نظرائهن الذكور، مما يمكِّنهن من قراءة الوضع بدقة وفهم المعلومات من جميع الجوانب. وبفضل هذه المميزات، يستطيعن القائدات النساء جذب الآخرين إلى وجهة نظرهن، وذلك لأنهن يفهمن بصدق ويهتمن بموقف الآخرين، وبذلك يشعر الأشخاص الذين يقودونهم بأنهم مفهومون ومدعومون ومقدَّرين.
لخصت هذه النتائج في أربعة تصريحات محددة حول صفات قيادة النساء: "(1) تتمتع قادة النساء بقدرة أكبر على الإقناع من نظرائهم الذكور، (2) عند مواجهة رفض مؤلم، تتعلم القائدات النساء من الصعوبات ويستمرون بعزم 'سأثبت لكم'، (3) تتجسد صفات قيادة النساء في نهج شمولي لبناء الفريق وحل المشكلات واتخاذ القرارات، (4) تميل القائدات النساء إلى تجاهل القواعد وتحمل المخاطر".
تشرح الرئيس التنفيذي لشبكة بي إي تي، ديبرا إل لي، أنه من السهل التعميم على الاختلافات في أساليب القيادة بين الجنسين، ونقول: "النساء يفعلن هذا، والرجال يفعلون ذلك". وبدلاً من التعميم البسيط، تؤكد ديبرا على أهمية مناقشة هذه الاختلافات حتى لا تشعر النساء بالاستحواذ على مواقع القيادة بشكل مختلف عن الرجال. وخلال هذه المقابلة، قالت أيضاً إنه يجب تشجيع النساء الشابات على التقدم في السلم الوظيفي. وأوضحت أن أصعب درس تعلمته هو تتبع غريزتها واتخاذ القرارات الصائبة حتى عندما يتحدى ذلك الآخرون، ولكن هذا الدرس حقاً حقق ثماره، وتصرّ على ضرورة تشجيع النساء الشابات على فعل الشيء نفسه.
من الضروري بالنسبة للنساء أن يتقبلن هذه الاختلافات. خلال خطاب ألقته الدكتورة موسيمبي كانيورو، الأمين العام لمنظمة الاتحاد العالمي للنساء المسيحيات الشابات، في عام 2006، شرحت أن المواقف تجاه القيادة تتغير وأن ما يقدمه النساء ضروري. وصرحت: "تصبح الهيمنة كنمط للقيادة أقل شعبية. توجد تقديرات جديدة متزايدة لتلك الصفات التي يستخدمها النساء للحفاظ على الأسر وتنظيم المتطوعين لتوحيد المجتمعات وجعل التغيير في الحياة المشتركة. إن هذه الصفات القيادية الحديثة المحبوبة من التقاسم في القيادة والرعاية والعمل الخيري للآخرين، ليست مطلوبة فحسب، بل هي مطلوبة بالفعل لإحداث فرق في العالم...إن الطريقة الأنثوية في القيادة تتضمن مساعدة العالم على فهم القيم التي تهم حقًا والالتزام بها".

### أمثلة حديثة في المجتمع العالمي
تزداد أعداد القائدات في المجتمع اليوم، وإلى جانب الآلاف من النساء اللاتي يحصلن على درجات الماجستير والدكتوراه، يتولى العديد منهن مناصب إدارية في الشركات، وتحتل النساء 45٪ من جميع المناصب الإدارية. وفي الوقت الحاضر، تتبع العديد من المنظمات غير الربحية نهج القيادة الأنثوية في التعامل مع الموظفين، حيث تشجع هذه المنظمات المشاركة بين أعضاء المجموعة، وتظهر المرونة، وتحافظ على بيئة عمل غير هرمية.
القادة الذين يتبنون هذا النمط يتميزون بالعناية والتفهم الحقيقي تجاه موظفيهم. يمكن للتعاطف الذي يشعرون به تجاه الآخرين أن يجعل موظفيهم يشعرون بالاعتراف والتقدير داخل المنظمة. كما يشتهر هؤلاء القادة بمهاراتهم في التواصل وميلهم للاستماع إلى آراء متعددة قبل اتخاذ القرارات.
ثمة رغبة في استخدام أنشطة بناء الفريق التي تخلق شعوراً بالمجتمع داخل المنظمات، والتي تساعد في تحقيق الأهداف العامة. ومثال على هذا هي شركة التجميل ماري كي التي تعتبر أن الموظفين هم أفراد تسعى لمساعدتهم في تحقيق أهدافهم الشخصية. وعندما يتحقق الموظفون من أهداف معينة في المبيعات، يكافؤون بالأشياء التي يرغبون فيها. وتظهر هذه الإجراءات للموظفين أنهم يحظون بالتقدير والفهم، ممّا يؤدي إلى ثقافة مؤسسية إيجابية.
تُعد كيم سونج-جو، رئيسة مجلس إدارة والرئيس التنفيذي لشركة أم سي أم للسلع الفاخرة، مثالاً على امرأة تستخدم النمط الأنثوي للإدارة لمساعدتها في إدارة الشركة بنجاح. فهي تعطي الأولوية للانفتاح تجاه الموظفين ممّا يعطي الشركة ميزة على شركات السلع الفاخرة الأخرى. وتجد كيم توازن بين حساسيتها والحفاظ على النظام ومستوى من الصلابة. نشأت كيم في منزل كوري ذو نظام أب قوي، وخبراتها دفعتها للسعي إلى إثبات للآخرين أن الأنوثة والقوة ليستا متعارضتين، وأنه من الممكن بالفعل أن تكون المرأة الراغبة في الرعاية والتأسيس قادرة على إدارة عمل ناجح.
وفقًا للمؤلفة إستير واكس بوك، "يظهر نوع جديد من القائد، وهن الإناث." وتؤكد أن النساء، مثل ميغ ويتمان من إيباي ومارسي كارسي من شركة الإنتاج التلفزيوني كارسي ويرنر، نجحن لأنهن يتمتعن بسبع قدرات فريدة للغاية تختص بهن: يمكنهن تحقيق رؤاهن، ولا يخفن من إعادة ابتكار القواعد، ويتركزن على التحقيق في الإنجازات، ويظهرن الشجاعة في ظل النار، ويحولن التحديات إلى فرص، ويدركن تفضيلات العملاء، ويعملن على تحقيق ما يسمى بـ "اللمسة العالية" في عصر التكنولوجيا العالية.

## مقالات ذات صلة
- تعاون
- أساليب الإدارة